# 曹晋滨
曹晋滨（1964年12月—），山西长治人，北京航空航天大学空间与环境学院院长，教授，主要从事磁层物理学研究及空间环境探测方面的研究工作。入选中华人民共和国教育部2008年度“长江学者”特聘教授，2023年11月当选中国科学院院士。曾就读于中国科学技术大学。